# I Don’t Want to Miss a Thing
I Don’t Want to Miss a Thing (engl. für: „Ich möchte nichts verpassen“) ist eine Rockballade der US-amerikanischen Hard-Rock-Band Aerosmith aus dem Jahr 1998. Das Lied ist Teil des Soundtracks zum Film Armageddon – Das jüngste Gericht. Autorin von I Don’t Want to Miss a Thing ist die Songschreiberin Diane Warren, produziert wurde der Titel von Matt Serletic.

## Hintergrund
I Don’t Want to Miss a Thing wurde am 28. Juli 1998 als Single veröffentlicht, war jedoch bereits am 1. Juli mit der Veröffentlichung des Armageddon-Soundtracks erschienen. Neben diesem Lied sind mit What Kind of Love Are You On, Sweet Emotion und Come Together drei weitere Stücke der Band auf dem Soundtrack-Album des Films vertreten.
Das Musikvideo wurde im Minneapolis Armory unter der Regie von Francis Lawrence gedreht. Das Video zeigt die Band, das Lied spielend, vermischt mit Filmszenen aus Armageddon – Das jüngste Gericht.
Diane Warren ließ sich beim Songtext von einem Interview von Barbara Walters mit Barbra Streisand und James Brolin 1997 inspirieren. Darin erzählt Barbra, dass Jim ihr eines Nachts gesagt hätte, er wolle seine Augen nicht schließen, weil er sie sonst vermissen würde.

## Singleveröffentlichung
1. I Don’t Want to Miss a Thing (Diane Warren) – 4:58
2. I Don’t Want to Miss a Thing (Diane Warren) – 4:58 (Rock Mix)
3. Taste of India (Steven Tyler, Joe Perry, Glen Ballard) – 5:52 (Rock Remix)
4. Animal Crackers (Diane Warren) – 2:36

Die B-Seite der am 28. Juli 1998 veröffentlichten Single ist zum einen Animal Crackers, ein Audio-Ausschnitt aus dem Film Armageddon sowie Taste of India, das bereits auf dem Album Nine Lives erschienen war.

## Rezeption
1999 wurde der Song für einen Oscar als bester Filmsong nominiert, verlor jedoch gegen When You Believe aus dem Film Der Prinz von Ägypten. I Don’t Want to Miss a Thing wurde auch für die Goldene Himbeere nominiert. Das Lied erreichte so schnell Popularität, dass bereits im Veröffentlichungsjahr zwei Coverversionen aufgenommen wurden. Der US-amerikanische Country-Musiker Mark Chesnutt benannte sein im Frühjahr 1999 veröffentlichtes achtes Studioalbum nach dem Lied.

## Kommerzieller Erfolg

### Chartplatzierungen
Das Lied wurde nach fast 30 Jahren Bandgeschichte im Jahr 1998 schließlich zur erfolgreichsten Single der Band. Es befand sich vier Wochen auf Platz eins der US-amerikanischen Billboard Hot 100. In Deutschland schaffte es die Single sowohl an die Chartspitze der Singlecharts als auch an die Chartspitze der Airplaycharts. Darüber hinaus erreichte das Lied die Chartspitze in: Australien, Norwegen, Österreich und der Schweiz.
| ChartsChartplatzierungen       | Höchstplatzierung | Wochen |
| ------------------------------ | ----------------- | ------ |
| Deutschland (GfK)              | 1 (24 Wo.)        | 24     |
| Österreich (Ö3)                | 1 (19 Wo.)        | 19     |
| Schweiz (IFPI)                 | 1 (27 Wo.)        | 27     |
| Vereinigte Staaten (Billboard) | 1 (40 Wo.)        | 40     |
| Vereinigtes Königreich (OCC)   | 4 (64 Wo.)        | 64     |

| ChartsJahrescharts (1998)      | Platzierung |
| ------------------------------ | ----------- |
| Deutschland (GfK)              | 14          |
| Österreich (Ö3)                | 6           |
| Schweiz (IFPI)                 | 5           |
| Vereinigte Staaten (Billboard) | 23          |

### Auszeichnungen für Musikverkäufe
| Land/Region                  | Auszeichnungen für Musikverkäufe (Land/Region, Auszeichnung, Verkäufe) | Verkäufe   |
| ---------------------------- | ---------------------------------------------------------------------- | ---------- |
| Australien (ARIA)            | 2× Platin                                                              | 140.000    |
| Belgien (BRMA)               | Platin                                                                 | 50.000     |
| Dänemark (IFPI)              | 2× Platin                                                              | 180.000    |
| Deutschland (BVMI)           | Platin                                                                 | 500.000    |
| Frankreich (SNEP)            | Silber                                                                 | 125.000    |
| Italien (FIMI)               | Platin                                                                 | 50.000     |
| Japan (RIAJ)                 | Gold                                                                   | 100.000    |
| Mexiko (AMPROFON)            | Gold                                                                   | 30.000     |
| Neuseeland (RMNZ)            | 3× Platin                                                              | 90.000     |
| Niederlande (NVPI)           | Gold                                                                   | 50.000     |
| Norwegen (IFPI)              | Platin                                                                 | 20.000     |
| Österreich (IFPI)            | Gold                                                                   | 25.000     |
| Portugal (AFP)               | Platin                                                                 | 10.000     |
| Schweden (IFPI)              | 2× Platin                                                              | 60.000     |
| Schweiz (IFPI)               | Platin                                                                 | 50.000     |
| Spanien (Promusicae)         | 2× Platin                                                              | 120.000    |
| Vereinigte Staaten (RIAA)    | 5× Platin (Digital) · + Platin (Physisch)                              | 6.000.000  |
| Vereinigtes Königreich (BPI) | 4× Platin                                                              | 2.400.000  |
| Insgesamt                    | 1× Silber · 4× Gold · 27× Platin ·                                     | 10.000.000 |

Hauptartikel: Aerosmith/Auszeichnungen für Musikverkäufe

## Coverversionen
Der Titel wurde vielfach gecovert, beispielsweise von:
- Mark Chesnutt (1999)
- Regine Velasquez (1998)
- Richard Clayderman (1999)
- Engelbert Humperdinck (2003)
- Heinz Winckler (2005)
- Joseph Williams (2006)
- New Found Glory 2008
- Howard Carpendale (2008)
- Pomplamoose (2010)

Zudem wird das Lied von einer größeren Gruppe von Darstellern im Film Super süß und super sexy aus dem Jahr 2002 gesungen.